# Bílsko (Olomouci járás)
Bílsko település Csehországban, a Olomouci járásban. Bílsko Vilémov, Senice na Hané, Loučka, Senička és Cholina településekkel határos. Lakosainak száma 232 fő (2024. január 1.).

## Népesség
A település lakosságának változását az alábbi diagram mutatja:
| Lakosok száma | 251  | 295  | 314  | 199  | 196  | 204  | 224  | 228  | 229  | 232  |
|               | 1869 | 1890 | 1921 | 1950 | 1980 | 2001 | 2017 | 2019 | 2022 | 2024 |